# Soundtracks
Soundtracks este un album soundtrack al trupei de krautrock Can. A fost lansat în 1970 și constă în melodii scrise pentru diferite filme. Albumul marchează plecarea din formație a vocalistului original Malcolm Mooney, care cântă pe doar două cântece și care va fi înlocuit de Damo Suzuki. La nivel stilistic se remarcă și trecerea grupului de la influențele psihedelice de pe primele înregistrări la influențe de muzică experimentală și electronică pe care trupa le va aborda și pe viitoarele albume.

## Tracklist
1. "Deadlock" (3:27)
2. "Tango Whiskyman" (4:04)
3. "Deadlock (Titelmusik)" (1:40)
4. "Don't Turn The Light On, Leave Me Alone" (3:42)
5. "Soul Desert" (3:48)
6. "Mother Sky" (14:31)
7. "She Brings The Rain" (4:04)

## Single-uri
- "She Brings The Rain"/"Deadlock" (1970)

## Componență
- Holger Czukay - bas, dublu bas
- Michael Karoli - chitară, vioară
- Jaki Liebezeit - tobe, percuție, flaut
- Malcolm Mooney - voce pe "Soul Desert" și "She Brings The Rain"
- Irmin Schmidt - claviaturi, sintetizatoare
- Damo Suzuki - voce pe "Deadlock", "Tango Whiskyman", "Don't Turn The Light On, Leave Me Alone" și "Mother Sky"; percuție